# NGC 883
NGC 883 је елиптична галаксија у сазвежђу Кит која се налази на NGC листи објеката дубоког неба.
Деклинација објекта је - 6° 47' 26" а ректасцензија 2h 19m 5,2s. Привидна величина (магнитуда) објекта NGC 883 износи 12,6 а фотографска магнитуда 13,6. NGC 883 је још познат и под ознакама MCG -1-6-90, PGC 8841.